# Titoli di Kim Jong-il
Kim Jong-il, ex leader della Corea del Nord, ha ricevuto numerosi titoli durante il suo governo. Quando viene menzionato nei media e nelle pubblicazioni della Corea del Nord, non viene semplicemente chiamato per nome. Viene utilizzato almeno un titolo speciale e il suo nome è enfatizzato da uno speciale carattere in grassetto, ad esempio: "Il grande leader, il compagno Kim Jong-il, fornisce una guida in loco al Ragwon Machine Complex". In alternativa, è possibile utilizzare un carattere più grande del normale. (Esempio: "Il grande leader, il compagno Kim Jong-il, fornisce una guida in loco al Ragwon Machine Complex.") Lo stesso vale per il padre di Kim Jong-il, Kim Il-sung, che governò la Corea del Nord dal 1948 al 1994. 
Gli studiosi ha raccolto il seguente elenco di titoli di Kim Jong-il. I titoli stessi sono stati sviluppati dal Comitato Centrale del Partito dei Lavoratori . 
Nell'aprile 2009, la costituzione della Corea del Nord è stata modificata per riferirsi a lui e ai suoi successori come "leader supremo della RPDC".

## Elenco
| Chosŏn'gŭl (Hancha)                                                                                                   | DPRK McCune–Reischauer                                                    | English                                                                                        | Comment | References      |
| --- | ------------------------------------------------------------------------- | ---------------------------------------------------------------------------------------------- | --- | --------------- |
| 당중앙 (黨中央) | Tangjungang                                                               | Membro centrale del partito                                                                    | Il primo dei titoli di Kim Jong-Il. È stato utilizzato dal 1973 dopo che era stato segretamente nominato successore del padre. | [ 4 ]           |
| 웃분 | Utpun                                                                     | Persona superiore                                                                              | Questo titolo è stato utilizzato dalla metà degli anni 70                                                                      |                 |
| 친애하는 지도자 (親愛하는 指導者)                                                                                     | Chinaehanŭn Jidoja                                                        | Caro Leader                                                                                    | Questo era il suo titolo più comune                                                                                            |                 |
| 존경하는 지도자 (尊敬하는 指導者)                                                                                     | Jon'gyŏnghanŭn Jidoja                                                     | Leader Rispettato                                                                              | Questo titolo è stato utilizzato a partire dalla metà degli anni 70                                                            |                 |
| 현명한 지도자 (賢明한 指導者)                                                                                         | Hyŏnmyŏnghan Jidoja                                                       | Saggio Leader                                                                                  | Questo titolo è stato utilizzato a partire dalla metà degli anni 70                                                            |                 |
| 영명하신 지도자 (英明하신 指導者)                                                                                     | Yŏngmyŏnghasin Jidoja                                                     | Leader brillante                                                                               | Questo titolo è stato utilizzato a partire dalla metà degli anni 70                                                            |                 |
| 유일한 지도자 (唯一한 指導者)                                                                                         | Yuilhan Jidoja                                                            | Leader unico                                                                                   | Questo titolo è in uso da giugno 1975                                                                                          |                 |
| 령도자가 갖추어야 할 풍모를 완벽하게 지닌 친애하는 지도자 (領導者가 갖추어야 할 風貌를 完璧하게 지닌 親愛하는 指導者) | Ryŏngdojaka Katchuŏya Hal Phungmorŭl Wanbyŏkhake Jinin Chikaehanŭn Jidoja | Caro leader, il quale è la perfetta rappresentazione dell’aspetto che dovrebbe avere un leader | In uso sin dalla metà degli anni 80                                                                                            |                 |
| 최고사령관 (最高司令官)                                                                                               | Choekosaryŏnggwan                                                         | Comandante supremo                                                                             | Menzionato per la prima volta negli anni 80, prima che Kim diventasse il comandante supremo dell’esercito nordcoreano          |                 |
| 위대한 령도자 (偉大한 領導者)                                                                                         | Witaehan Ryŏngdoja                                                        | Grande leader                                                                                  | Il titolo più comune |                 |
| 인민의 어버이 (人民의 어버이)                                                                                         | Inminŭi Ŏpŏi                                                              | Padre del popolo                                                                               | In uso dal febbraio 1986 |                 |
| 공산주의 미래의 태양 (共産主義 未來의 太陽)                                                                           | Kongsanjuǔi Miraeǔi Thaeyang                                              | Sole del futuro comunista                                                                      | In uso dalla metà degli anni 80                                                                                                |                 |
| 백두광명성 (百頭光明星)                                                                                               | Paektugwangmyŏngsŏng                                                      | Stella brillante del Monte Paektu                                                              | In uso dalla metà degli anni 80                                                                                                |                 |
| 향도의 해발 (嚮導의 해발)                                                                                             | Hyŏngtoŭi Haepal                                                          | Raggio di sole guida                                                                           | In uso dalla metà degli anni 80                                                                                                |                 |
| 혁명무력의 수위 (革命武力의 首位)                                                                                     | Hyǒngmyŏngmuryŏkŭi Suŭi                                                   | Leader delle Forze Armate Rivoluzionarie                                                       | In uso dal 21 dicembre 1991, quando Kim divenne capo supremo dell’esercito nordcoreano                                         |                 |
| 조국통일의 구성 (祖國統一의 構成)                                                                                     | Jogukkhongilŭi Gusŏng                                                     | Garanzia dell’unificazione della patria                                                        | In uso dal 21 dicembre 1991, quando Kim divenne capo supremo dell’esercito nordcoreano                                         |                 |
| 조국 통일의 상징 (祖國 統一의 象徵)                                                                                   | Joguk Khongilŭi Sangjing                                                  | Simbolo dell’unificazione della madrepatria                                                    | In uso dal 21 dicembre 1991, quando Kim divenne capo supremo dell’esercito nordcoreano                                         |                 |
| 민족의 운명 (民族의 命運)                                                                                             | Minjokŭi Unmyŏng                                                          | Fato della nazione                                                                             | In uso dal 21 dicembre 1991, quando Kim divenne capo supremo dell’esercito nordcoreano                                         |                 |
| 자애로운 아버지 (慈愛로운 아버지)                                                                                     | Jaaeroun Abŏji                                                            | Amato Padre                                                                                    | In uso dal 21 dicembre 1991, quando Kim divenne capo supremo dell’esercito nordcoreano                                         |                 |
| 당과 국가와 군대의 수위 (黨과 國家와 軍隊의 首位)                                                                     | Danggwa Gukkawa Guktaeŭi Suŭi                                             | Leader del partito, del paese, dell’esercito                                                   | In uso dal 21 dicembre 1991, quando Kim divenne capo supremo dell’esercito nordcoreano                                         |                 |
| 수령 (首領) | Suryŏng                                                                   | Leader                                                                                         | Diventato comune dopo la sua morte                                                                                             |                 |
| 장군 (將軍) | Janggun                                                                   | Generale                                                                                       | Uno dei titoli più comuni, in uso dal 1994                                                                                     |                 |
| 우리당과 우리 인민의 위대한 령도자 (우리黨과 우리 人民의 偉大한 領導者)                                               | Uritanggwa Uri Inminŭi Ŭitaehan Ryǒngdoja                                 | Grande leader del nostro partito e della nostra nazione                                        | In uso dal 1994 |                 |
| 위대한 장군님 (偉大한 將軍님)                                                                                         | Ŭitaehan Janggungnim                                                      | Grande generale                                                                                | In uso dal 1994 |                 |
| 경애하는 장군님 (敬愛하는 將軍님)                                                                                     | Gyŏngaehanŭn Janggunnim                                                   | Amato e rispettato generale                                                                    | In uso dal 1994 |                 |
| 위대한 수령 (偉大한 首領)                                                                                             | Ŭitaehan Suryŏng                                                          | Grande Leader                                                                                  | Quando Kim Il-Sung era in vita questo era l’unico titolo con il quale ci si poteva riferire a lui                              |                 |
| 경애하는 수령 (敬愛하는 首領)                                                                                         | Gyŏngaehanŭn Suryŏng                                                      | Amato e rispettato Leader                                                                      | Quando Kim Il-Sung era in vita questo era l’unico titolo con il quale ci si poteva riferire a lui                              |                 |
| 백전백승의 강철의 령장 (百戰百勝의 鋼鐵의 靈將)                                                                       | Paekjenbaeksŭngŭi Kangchŏlŭi Ryŏngjang                                    | Comandante sempre vittorioso dalla volontà d’acciaio                                           | In uso dopo il 1997, alla fine della moratoria su Kim Il-Sung                                                                  |                 |
| 사회주의 태양 (社會主義 太陽)                                                                                         | Sahoejuŭi Thaeyang                                                        | Sole del socialismo                                                                            | In uso dopo il 1997, alla fine della moratoria su Kim Il-Sung                                                                  |                 |
| 민족의 태양 (民族의 太陽)                                                                                             | Minjokŭi Thaeyang                                                         | Sole della nazione                                                                             | In uso dopo il 1997, alla fine della moratoria su Kim Il-Sung                                                                  |                 |
| 삶의 태양 (삶의 太陽)                                                                                                 | Salmŭi Thaeyang                                                           | Il grande sole della vita                                                                      | In uso dopo il 1997, alla fine della moratoria su Kim Il-Sung                                                                  |                 |
| 민족의 위대한 태양 (民族의 偉大한 太陽)                                                                               | Minjokŭi Ŭithaehan Thaeyang                                               | Grande sole della nazione                                                                      | In uso dal 1999, dopo che la costituzione fu approvata nel 1998                                                                |                 |
| 민족의 어버이 (民族의 어버이)                                                                                         | Minjokŭi Ŏbei                                                             | Padre della nazione                                                                            | In uso dal 1999, dopo che la costituzione fu approvata nel 1998                                                                |                 |
| 21세기의 세계 수령 (21世紀의 世界 首領)                                                                               | Ishipilsekiŭi Sege Suryŏng                                                | Leader mondiale del XXI secolo                                                                 | In uso dal 1999 |                 |
| 불세출의 령도자 (不世出의 領導者)                                                                                     | Bulsechulŭi Ryŏngdoja                                                     | Leader Impareggiabile                                                                          | In uso dal 1999 |                 |
| 21세기 찬란한 태양 (21世紀 燦爛한 太陽)                                                                               | Ishipilseki Challanhan Thaeyang                                           | Sole luminoso del XXI secolo                                                                   | In uso dal 1999 |                 |
| 21세기 위대한 태양 (21世紀 偉大한 太陽)                                                                               | Ishipilseki Ŭithaehan Thaeyang                                            | Grande sole del XXI secolo                                                                     | In uso dal 1999 |                 |
| 21세기 향도자 (21世紀 嚮導者)                                                                                         | Ishipilseki Hyangdoja                                                     | Leader del XXI secolo                                                                          | In uso dal 1999 |                 |
| 희세의 정치가 (稀世의 政治家)                                                                                         | Hŭiseŭi Jŏngjigi                                                          | Politico fantastico                                                                            | In uso dal 1999 |                 |
| 천출위인 (天出偉人)                                                                                                   | Chŏnchulŭiin                                                              | Grande uomo che è disceso dal paradiso                                                         | In uso dal 1999 |                 |
| 천출명장 (天出明將)                                                                                                   | Chŏnchulryŏngjang                                                         | Glorioso generale disceso dal paradiso                                                         | In uso dal 1999 |                 |
| 민족의 최고영수 (民族의 最高領袖)                                                                                     | Minjokŭi Choegoyŏngsu                                                     | Leader supremo della nazione                                                                   | In uso dal 1999 |                 |
| 주체의 찬란한 태양 (主體의 燦爛한 太陽)                                                                               | Jucheŭi Challanhan Thaeyang                                               | Sole luminoso del Juche                                                                        | In uso dal 1999 |                 |
| 당과 인민의 수령 (黨과 人民의 首領)                                                                                   | Tanggwa Inminŭi Suryŏng                                                   | Leader supremo del Partito e delle persone                                                     | | [ senza fonte ] |
| 위대한 원수님 (偉大한 元帥님)                                                                                         | Ŭitaehan Wŏsunim                                                          | Grande maresciallo                                                                             | | [ senza fonte ] |
| 무적필승의 장군 (無敵必勝의 將軍)                                                                                     | Mujŏkphilsŭngŭi Janggun                                                   | Invincibile e trionfante generale                                                              | | [ senza fonte ] |
| 경애하는 아버지 (敬愛하는 아버지)                                                                                     | Gyŏngaehanŭn Apŏji                                                        | Caro padre                                                                                     | | [ senza fonte ] |
| 21세기의 향도성 (21世紀의 嚮導星)                                                                                     | Ishipilsekiŭi Hyangdongsŏng                                               | Stella guida del XXI secolo                                                                    | | [ senza fonte ] |
| 실천가형의 위인 (實踐家型의 偉人)                                                                                     | Silchŏngahyŏngŭi Ŭiin                                                     | Grande uomo di Opere                                                                           | | [ senza fonte ] |
| 위대한 수호자 (偉大한 守護者)                                                                                         | Ŭitaehan Suhoja                                                           | Grande difensore                                                                               | | [ senza fonte ] |
| 구원자 (救援者) | Guwŏnja                                                                   | Salvatore                                                                                      | | [ senza fonte ] |
| 혁명의 수뇌부 (革命의 首腦部)                                                                                         | Hyŏnmyŏngŭi Sunoepu                                                       | Genio della rivoluzione                                                                        | | [ senza fonte ] |
| 혁명적 동지애의 최고화신 (革命的 同志愛의 最高化身)                                                                   | Hyŏnmyŏngjŏk Tongjiaeŭi Choegohwasin                                      | La più alta incarnazione dei generali della rivoluzione                                        | | [ senza fonte ] |
| 각하 (閣下) | Gakha                                                                     | Sua eccellenza                                                                                 | | [ senza fonte ] |
| 영원한 당 총비서 (永遠한 黨 總秘書)                                                                                   | Yŏngwŏnhan Tong Chongpisŏ                                                 | Eterno generale e segretario del partito                                                       | | [ 6 ]           |